# 오피스 (영화)
"오피스"는 2015년에 개봉한 대한민국의 영화이다.

## 캐스팅
- 고아성: 이미례 인턴 역
- 박성웅: 최종훈 형사 역
- 배성우: 김병국 과장 역
- 김의성: 김상규 부장 역
- 류현경: 홍지선 대리 역
- 이채은: 염하영 사원 역
- 박정민: 이원석 사원 역
- 오대환: 정재일 대리 역
- 손수현: 신다미 인턴 역
- 기주봉: 형사 반장 역
- 최병모: 인사과장 역
- 이창용: 기태 역
- 조문의: 경비 역
- 안장환: 주임 역
- 고은성: 옆방녀 역
- 이문정: 은이 역
- 정도원: 인부 역
- 유선일: 형사 1 역
- 신문성: 형사 2 역
- 주석제: 형사 3 역
- 전광진 : 형사 4 역
- 최철수: 형사 5 역
- 최정화: 병국 아내 강미경 역
- 손영순: 병국 노모 안병순 역
- 정재윤: 병국 아들 김재민 역
- 김현숙: 병국 누이 역
- 이영수: 대리기사 역
- 이철희: 수리기사 역
- 손성찬: 순경 1 역